# 陳玠甫
陳玠甫（1975年9月14日—），台北大龍峒「陳悅記老師府」第九代傳人，曾經是媒體人，擔任過台灣電視台記者和新聞主播，現任台北市政府顧問。

## 生平
國立政治大學外交專業、美國爱默生学院政治傳播研究所畢業。2005年於中國大陸發展，創辦過四所幼兒園、三間文化主題餐廳和兩間博物館餐廳。於2012年在上海創立「陳悅記傳統文化基金會」，致力於傳統文化的教育，並投入古村的改造和地方文創商品的開發。
2017年參與台北陳悅記國定古蹟修復委員會，11月19日所召開的祭祀公業法人臺北市陳悅記派下大會，由派下員重新授權選任出陳悅記祖宅古蹟修復再利用組織委員會，加速推動陳悅記祖宅緊急搶修計畫，讓陳悅記祖宅能在修復前能得到妥善的保護。2018年擔任台北市政府市政顧問，2019年規劃鼓浪嶼最文化的設計空間美院再利用創生計畫。